# Ivan Noskov
Pour les articles homonymes, voir Noskov.
Ivan Sergeyevich Noskov (né le 16 juillet 1988 dans l'oblast de Kourgan) est un athlète russe, spécialiste de la marche, médaillé de bronze du 50 km aux Championnats d'Europe d'athlétisme 2014 à Zurich.

## Biographie
Le 19 mai 2013, Ivan Noskov se classe 2e de la Coupe d'Europe de marche à Dudince, établissant alors son meilleur temps sur 50 km en 3 h 45 min 31. La même année, il prend la 6e place aux Championnats du monde de Moscou.
Le 15 août 2014, le Russe porte son record personnel à 3 h 37 min 41 s pour remporter la médaille de bronze aux Championnats d'Europe dans les rues de Zurich, derrière le Français Yohann Diniz et le Slovaque Matej Toth.

### Palmarès
| Date | Compétition              | Lieu    | Résultat | Épreuve      | Performance     |
| ---- | ------------------------ | ------- | -------- | ------------ | --------------- |
| 2013 | Coupe d'Europe de marche | Dudince | 2e       | 50 km marche | 3 h 45 min 31 s |
| 2013 | Championnats du monde    | Moscou  | 6e       | 50 km marche | 3 h 41 min 36 s |
| 2014 | Championnats d'Europe    | Zurich  | 3e       | 50 km marche | 3 h 37 min 41 s |

### Records
| Épreuve      | Performance     | Lieu    | Date         |
| ------------ | --------------- | ------- | ------------ |
| 20 km marche | 1 h 24 min 54 s | Saransk | 11 juin 2011 |
| 50 km marche | 3 h 37 min 41 s | Zurich  | 15 août 2014 |